# باربرا روزنتال
باربرا روزنتال (بالإنجليزية: Barbara Rosenthal)‏ (1948، ذا برونكس في الولايات المتحدة)؛ شاعرة، كاتِبة، مصورة وروائية أمريكية.